# Народна библиотека „Бранко Миљковић” Гаџин Хан
Народна библиотека „Бранко Миљковић” Гаџин Хан је самостална установа културе, формирана је 30. маја 2006. године спајањем Општинске библиотеке „Бранко Миљковић” и Дома културе „Бранко Миљковић“ у Гаџином Хану.
Ова установа главни је носилац свих културних догађања на подручју Општине Гаџин Хан. У свом саставу има тринаесторо запослених. Располаже књижним фондом од преко 25000 књига, а њени корисници углавном су ученици основне и средњих школа, као и велики број младих. За све чланове ђаке и студенте са подручја Општине, упис у Библиотеку је бесплатан.
Народна библиотека својим Програмом рада предвиђа већи број културних манифестација. Међу најзначајније спадају „Миљковићеве поетске свечаности“, „Југословенска колонија ликовних аматера – 17 воденица“, „Заплањски дани“ у Доњем Душнику, „Јужноморавски дани црног лука“ у Заплањској Топоници, као и низ других манифестација, како у Гаџином Хану, тако и широм Општине у сарадњи са Скупштином Општине Гаџин Хан и месним заједницама.
Народна библиотека располаже функционалном салом капацитета до 400 места која пружа адекватне услове за одржавање концерата, позоришних представа мањег обима, мађионичарских представа, политичких и других јавних скупова, као и биоскопских представа, с обзиром да поседује професионалну биоскопску апаратуру и платно.
У саставу Народне библиотеке послује и кафе бар врло пријатног ентеријера, који такође нуди повољне услове за организовање јавних скупова мањег обима уз коришћење видео бима и телевизијских и сателитских програма.